# Ovolactovegetarianismo

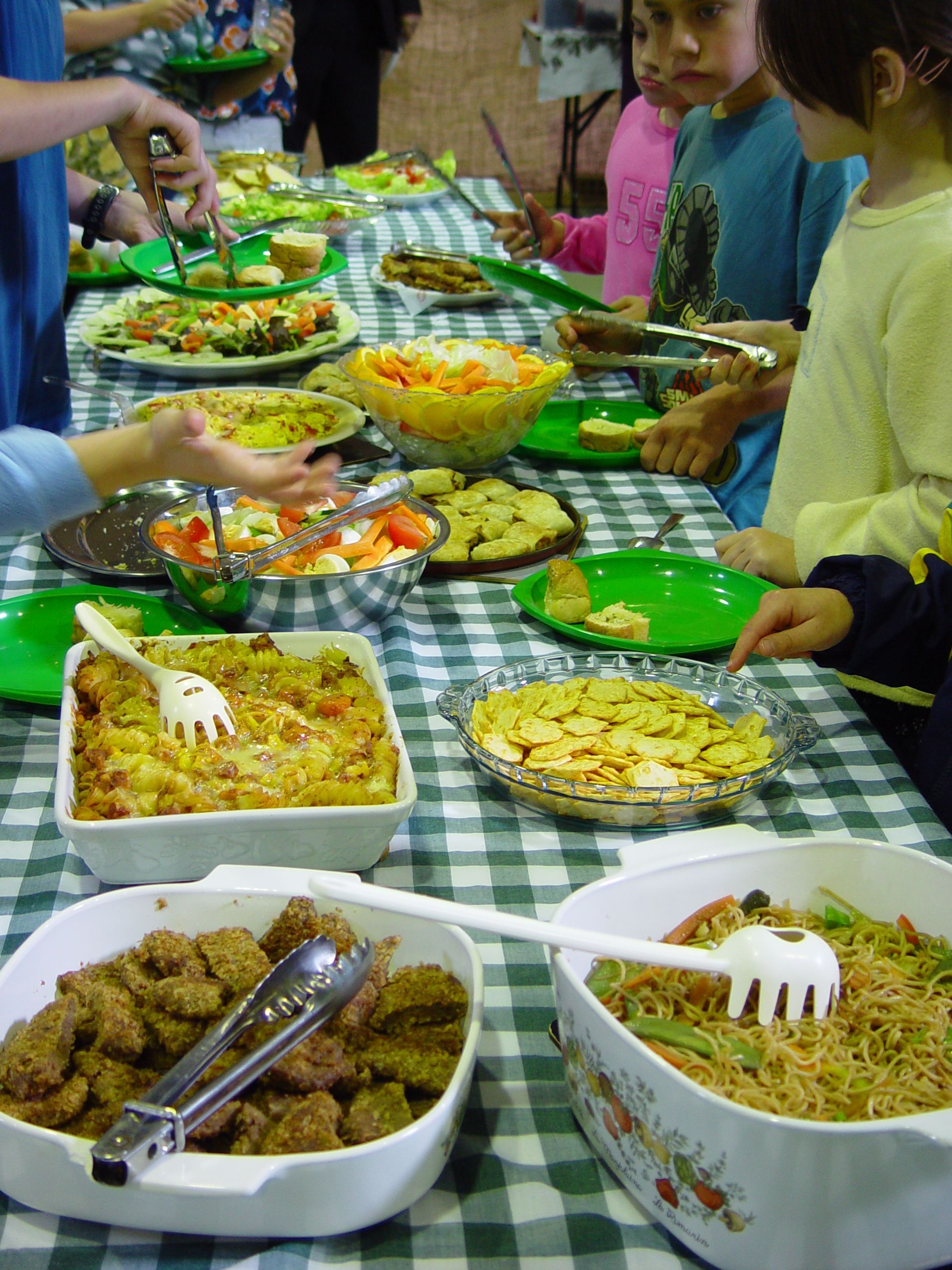
Bufé ovolactovegetariano.

El ovolactovegetarianismo es una dieta que excluye alimentos de origen animal. Pero, a diferencia de dietas más restrictivas como el veganismo, incluye huevos y productos lácteos,es decir, leche y sus derivados, como el queso y la mantequilla.
Por otro lado, la dieta lactovegetariana se caracteriza por excluir alimentos de origen animal restringiendo también el huevo. Sí se incluye en esta dieta el consumo de lácteos.
Contrariamente la dieta ovovegetariana incluye el consumo de huevos y excluye el consumo de lácteos.
De estos tipos de dietas, el ovolactovegetarianismo es el más común en Occidente, de forma que la mayoría de la gente que dice ser vegetariana se refiere a ser ovolactovegetariana.